# Via Romea nonantolana
La Via Romea nonantolana è una millenaria via di comunicazione tra il nord Italia e Roma, nata nell'VIII secolo, che seguendo all'incirca il percorso del fiume Panaro attraversa la pianura emiliana, l'Appennino modenese, il pistoiese, per congiungersi alla Via Francigena all'altezza dell'Arno.

## Storia
Nel 749 d.C. il re longobardo Astolfo incaricò il cognato Anselmo, duca del Friuli di costituire una via di comunicazione da nord a sud nella retrovia del confine con l'impero Bizantino, che all'epoca correva lungo la valle del fiume Reno. Dopo aver fondato un monastero benedettino e un ospizio, come strutture di supporto in prossimità del crinale appenninico a Fanano, Anselmo nel 752 fondò un secondo monastero nella pianura fra Mutina, Bononia ed il fiume Po, sul sito della colonia romana di Nonantula. Si trattò di ricostituire la romana Mutina-Pistoria, che per i longobardi divenne fondamentale per collegare la Langobardia maior alla Tuscia attraverso il gastaldato di Pistoia.
In breve l'abbazia di Nonantola divenne una delle più importanti e potenti d'Europa, al pari di quelle di Cluny e Canterbury, luogo privilegiato per il passaggio degli imperatori carolingi e dei papi, che vi trovarono rifugio nel passaggio con le loro corti, al pari di mercanti e viandanti. Carlo Magno la dotò di beni e privilegi, dichiarandola abbazia imperiale, e probabilmente vi soggiornò nell'800 durante il suo viaggio a Roma. Nell'883 papa Marino la scelse come luogo di incontro con Carlo il grosso, mentre Papa Adriano III vi morì poco distante nell'855, mentre si recava alla dieta imperiale a Worms. Papa Gregorio VII vi celebrò la Pasqua del 1077, dopo l'umiliazione di Enrico IV a Canossa.
La strada che collegava i due monasteri fondati da Anselmo divenne in breve uno dei principali assi di comunicazione fra il nord Italia (e l'Europa centrale) e Roma. Non è da intendersi con ciò una strada lastricata ben precisa, ma un itinerario diffuso lungo la valle del panaro, in cui pellegrini e viandanti si spostavano su un versante o sull'altro anche a seconda degli eventi politici, oppure per la presenza di briganti o altri pericoli. Nell'epoca di grande sviluppo del pellegrinaggio cristiano la percorrenza medioevale si sviluppava quasi totalmente sul versante occidentale del fiume Panaro, stante la presenza documentata di hospitalia (ospizi) quali quelli di Sant'Ambrogio al valico del fiume Panaro, quello di San Bartolomeo a Spilamberto, quello di San Giacomo di Garamolo ad Ospitaletto, e quelli di San Giacomo a Fanano ed in val di Lamola. Tutt'oggi rimangono nella toponomastica evidenti segni dell'epoca, come le frazioni di Ospitaletto sopra Marano sul Panaro e Ospitale di Fanano, che ne costituiscono un chiaro esempio. 
Una volta svalicato l'appennino, i pellegrini potevano recarsi a Roma, oppure a Santiago di Compostela, sulla rete di strade costiere liguri. Non a caso negli scavi che hanno riportato alla luce l'ospitale di Spilamberto sono state rinvenute le sepolture di alcuni pellegrini con conchiglie del tipo Pecten (o cappasanta).
Anche più tardi, nelle lotte fra guelfi e ghibellini la Via rimase un passaggio fondamentale fra la Pianura Padana centrale e la Toscana, evitando il passaggio nelle terre assoggettate al Papato.
In epoca moderna, la via seguì le vicende dell'abbazia di Nonantola, che perse progressivamente il suo ruolo e potere temporale, stritolata tra le lotte fra i comuni di Modena e Bologna, e con l'avanzare delle signorie rinascimentali, finendo per diventare un'abbazia in commendam. Col venire meno del suo ruolo di via di comunicazione inserita nella grande storia europea, la via continuò per secoli una funzione di comunicazione soprattutto regionale, ed infatti una strada "Mutina-Pistoria" è citata in un trattato siglato nel 1225 tra i comuni di Modena e Pistoia.

## Riscoperta
A partire dagli anni novanta del XX secolo, l'antica strada venne riscoperta con studi e convegni, e chiamata Via Romea Nonantolana a sottolineare il legame dei territori attraversati - dal Po al crinale appenninico - con la storica abbazia nullius, che ne controllava formalmente i territori e le parrocchie fino alla plena unione con l'arcidiocesi di Modena, avvenuta nel 1986. Appena dopo l'inizio del Grande Giubileo del 2000, la Provincia di Modena, valorizzando i numerosi studi di riscoperta, la ricostruì come un percorso pedonale, adattandola in parte alle mutate condizioni del territorio. Circa 10 anni dopo, gli enti locali modenesi decisero di procedere ad una profonda revisione del progetto, unendo nuovi studi storici alle esigenze di percorribilità ciclo-pedonale manifestatesi fin dalla riapertura del cammino.
Nel frattempo il progetto degli enti modenesi venne inserito nella costruzione di un'ampia rete di cammini (Romea Strata), che dal nord-est d'Europa giungono alla città eterna.

## La nonantolana oggi
Provenendo dalle varie diramazioni della Romea Strata, che si riuniscono a Badia Polesine, si entra nel tratto nonantolano della via per Roma attraversando il fiume Po a Stellata di Bondeno, antica pertinenza dell'abbazia di Nonantola. Proseguendo sull'argine del Panaro si attraversano i centri di Finale Emilia, Camposanto e Bomporto, per giungere infine a Nonantola. 
Qui vi sono due opzioni: il ramo occidentale prosegue verso Modena (località storicamente non rientrante nell'itinerario, ma essenziale oggi per le sue connessioni con la grande viabilità stradale e ferroviaria), continuando per Castelnuovo, Castelvetro (rientrando qui pienamente nei domini nonantolani), Ospitaletto, Pavullo ed infine Fanano. Il ramo orientale invece si mantiene sulla riva destra del Panaro, attraversando San Cesario, Spilamberto, Vignola, il parco dei sassi di Rocca Malatina e Montese, per poi ricongiungersi col ramo occidentale a Fanano. La presenza di questi due percorsi, vicini ma distinti, viene interpretata da alcuni camminatori anche come giro "ad anello", della durata di circa 7-10 giorni, seppur perdendo la connotazione di pellegrinaggio romipeto.
Da Fanano il percorso si inerpica per la Val di Lamola, giungendo ad Ospitale ed infine al crinale appenninico al Passo della Calanca, oppure al più agevole Passo della Croce Arcana. Di qui il percorso scende a Cutigliano, Spignana e Pontepetri, giungendo a Pistoia, nota nel medioevo come la "Santiago minor" per la presenza delle uniche reliquie di San Giacomo Maggiore che si trovino fuori da Santiago di Compostela. Ripartendo per San Baronto si giunge sull'Arno a Fucecchio e San Miniato, seguendo la Via Francigena sino alla città eterna.

## Galleria d'immagini

### Tappe del percorso

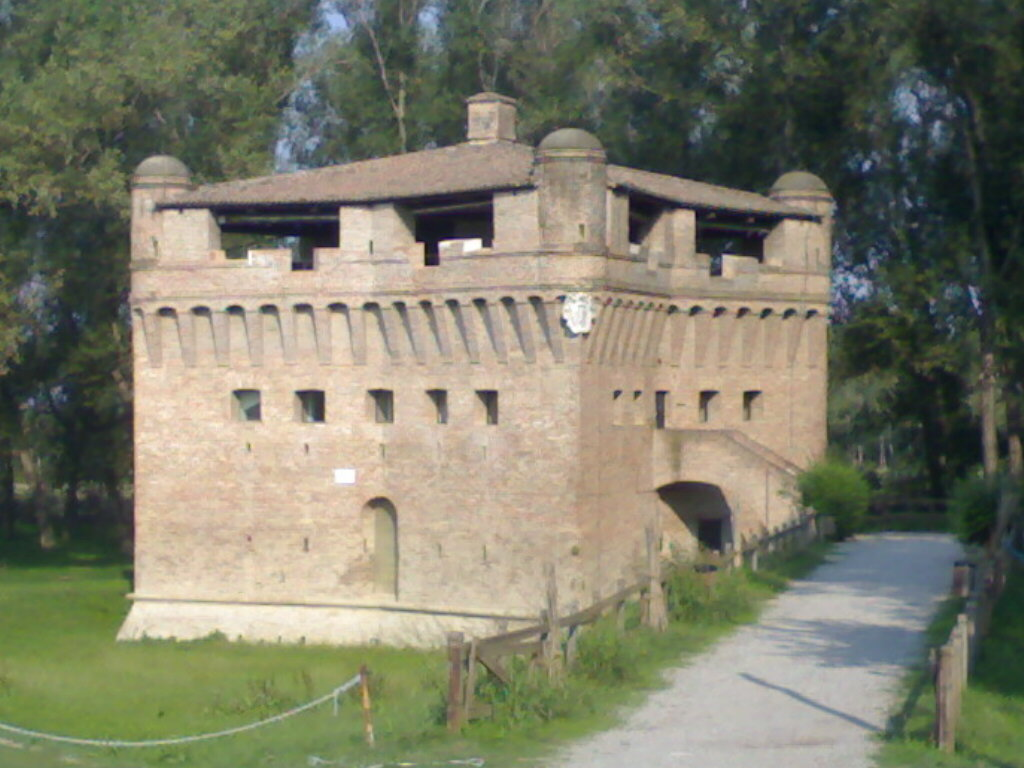
La rocca possente di Stellata
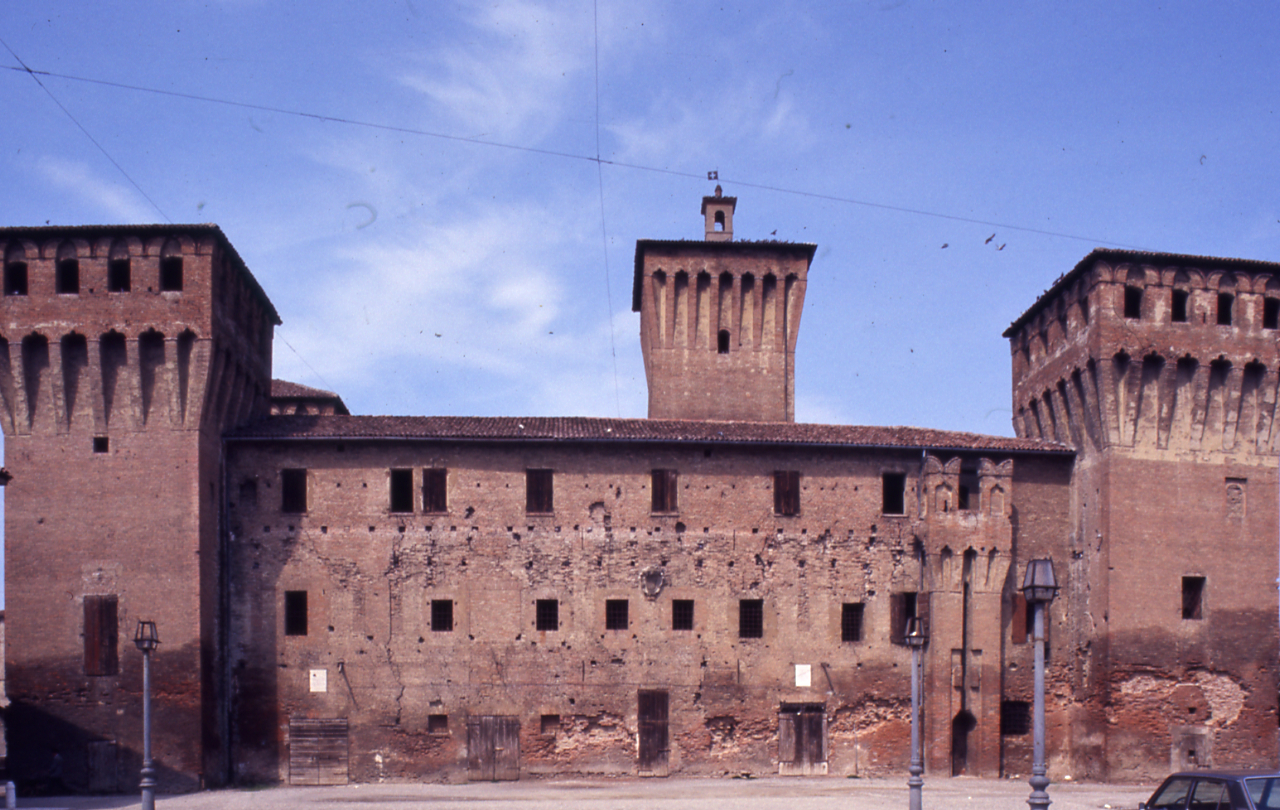
Finale Emilia (pre terremoto 2012)
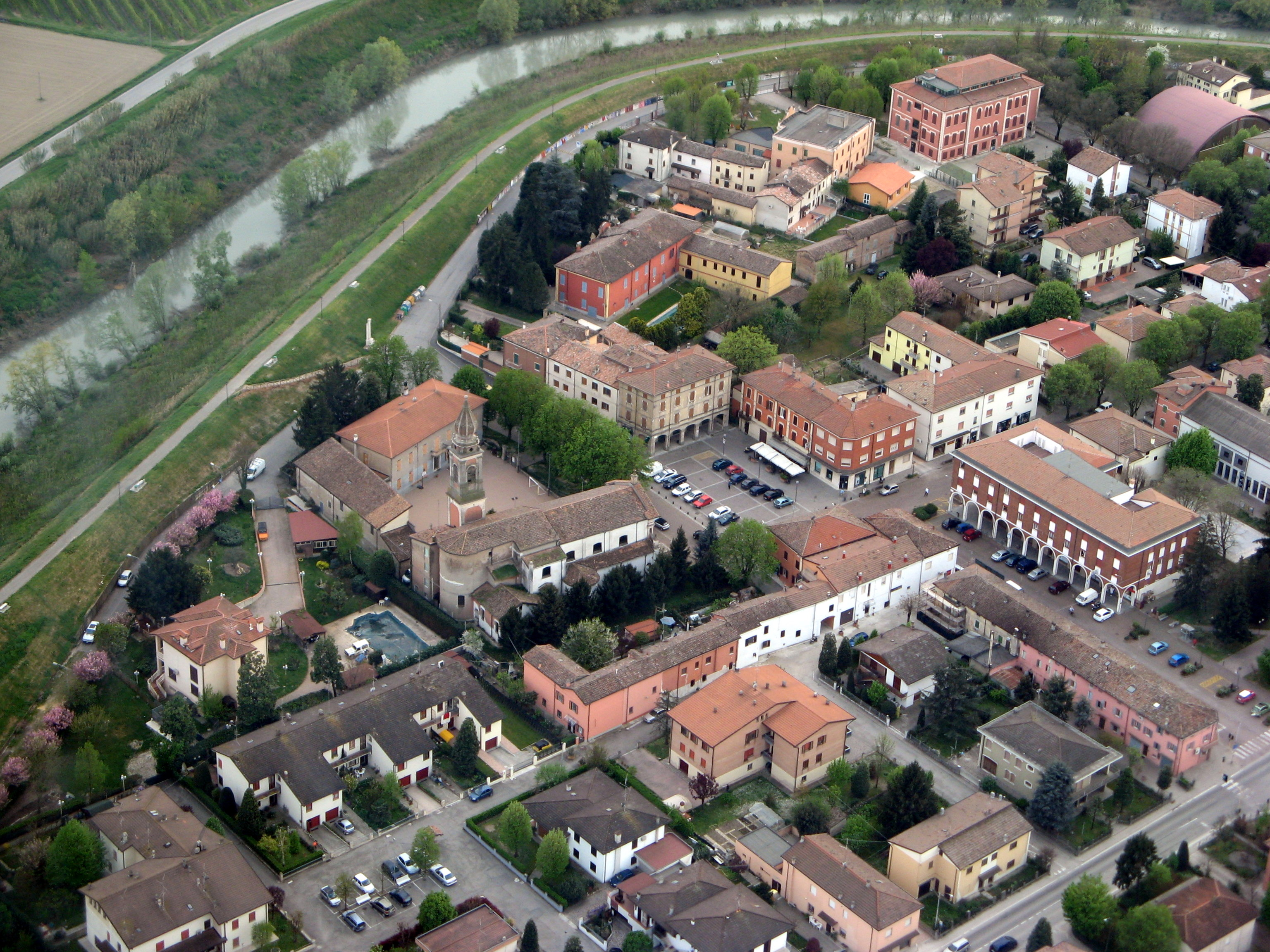
Camposanto
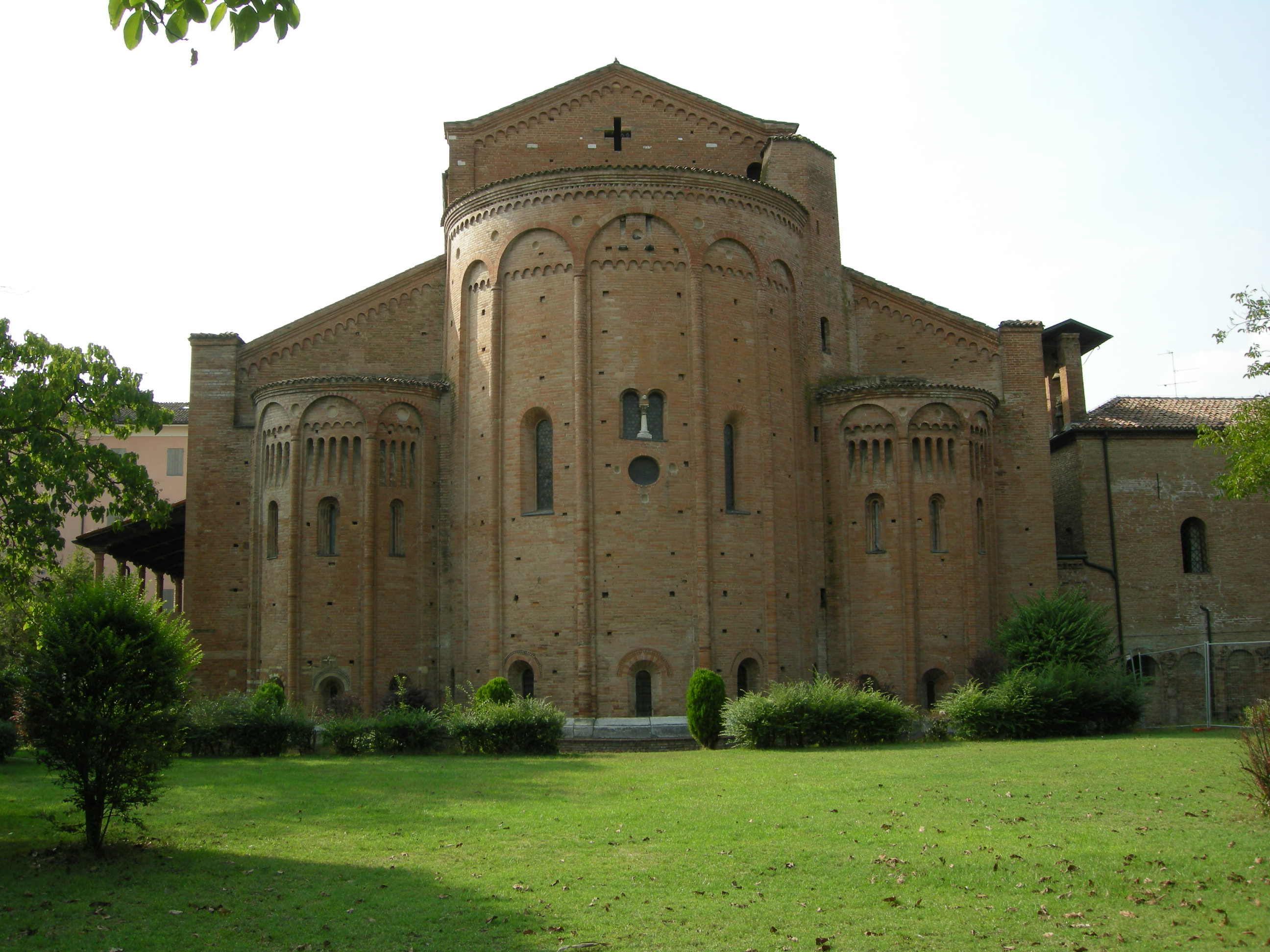
Nonantola
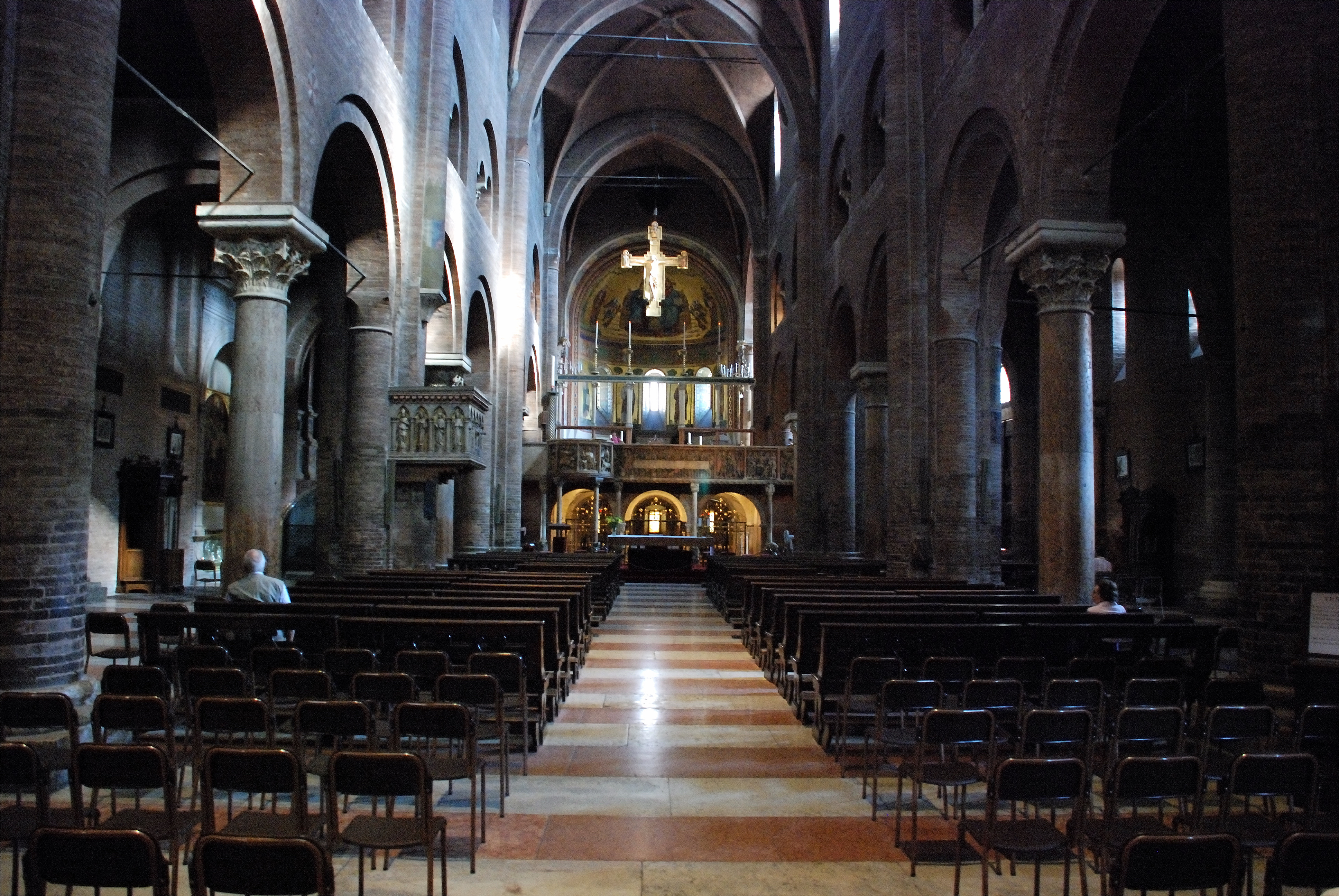
Modena
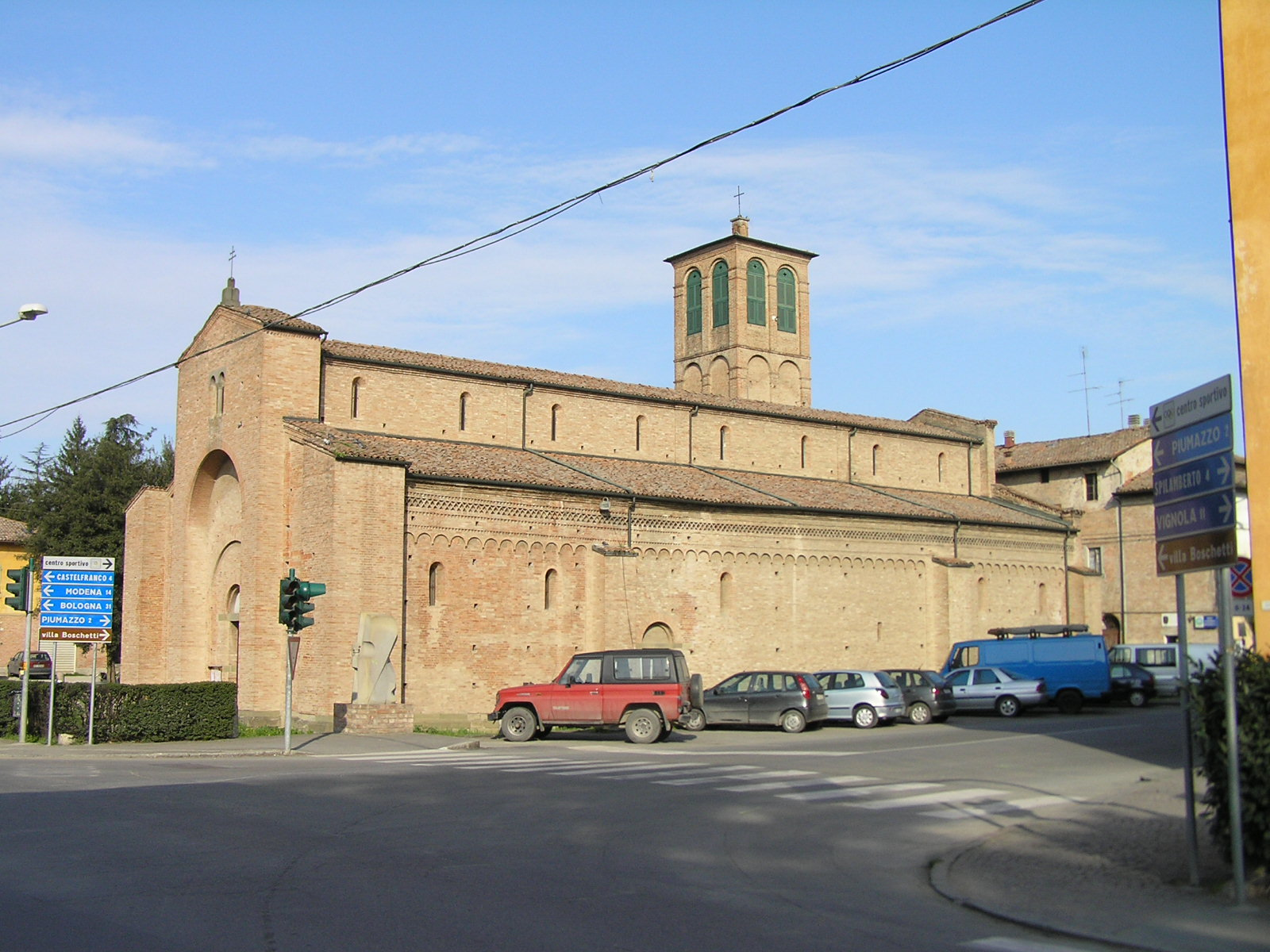
San Cesario
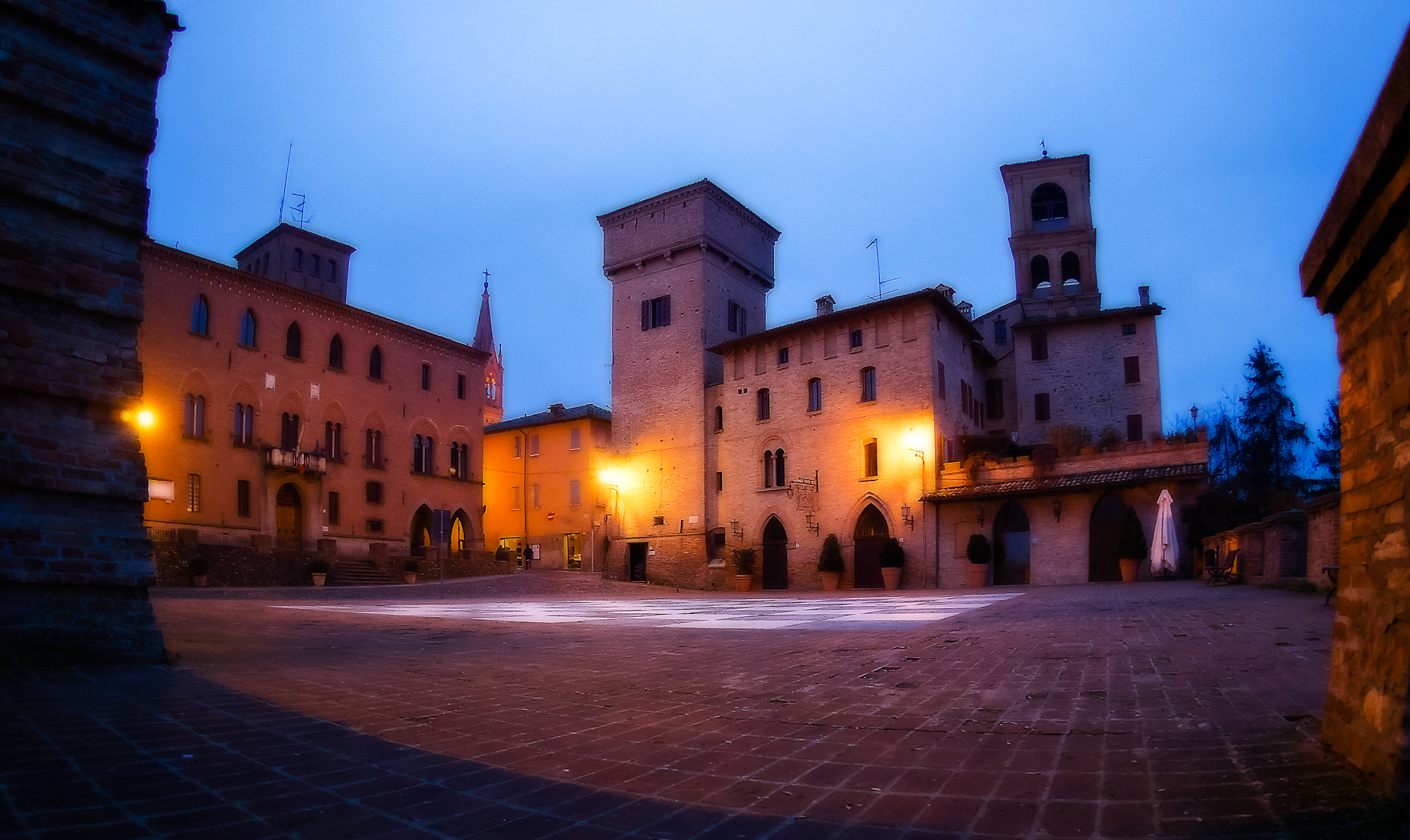
Castelvetro
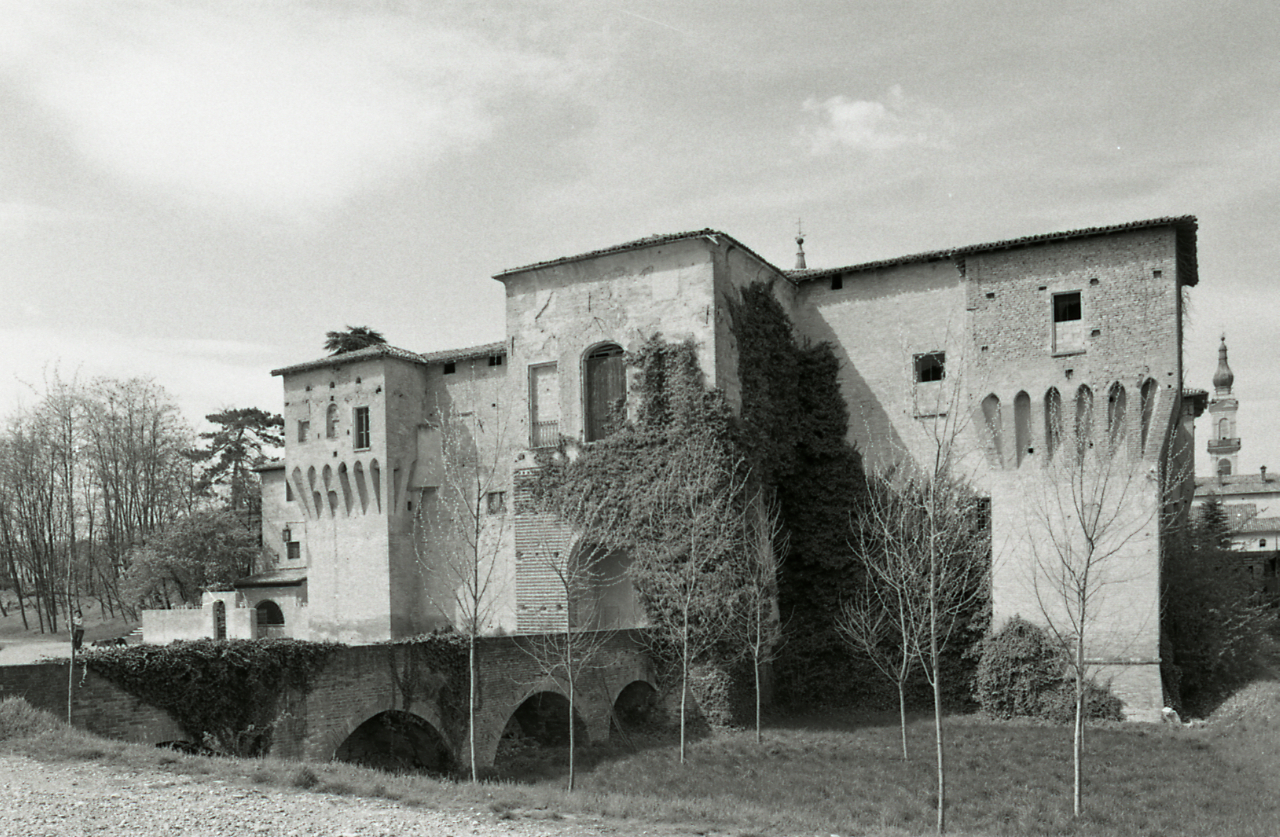
Spilamberto
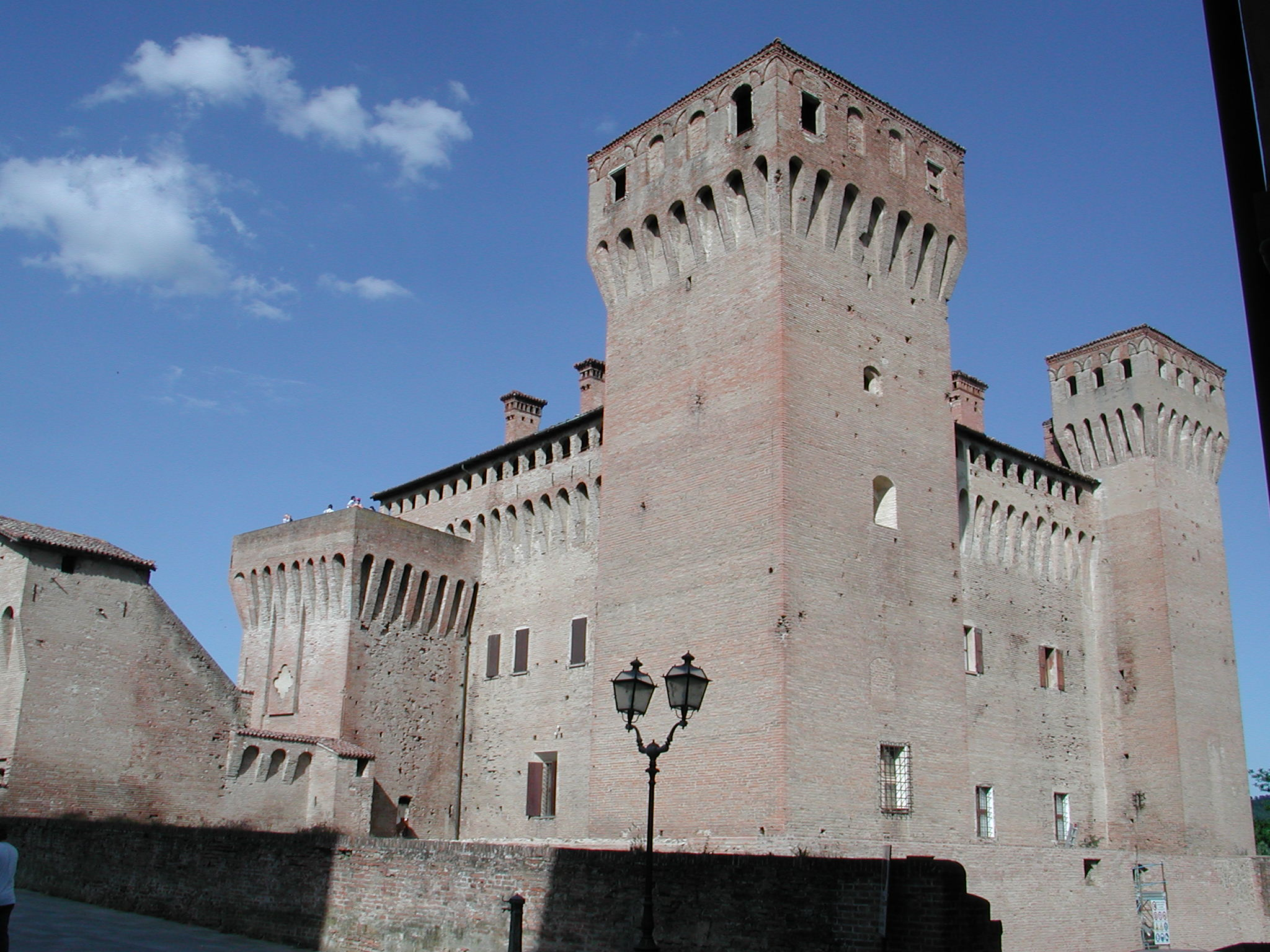
Vignola
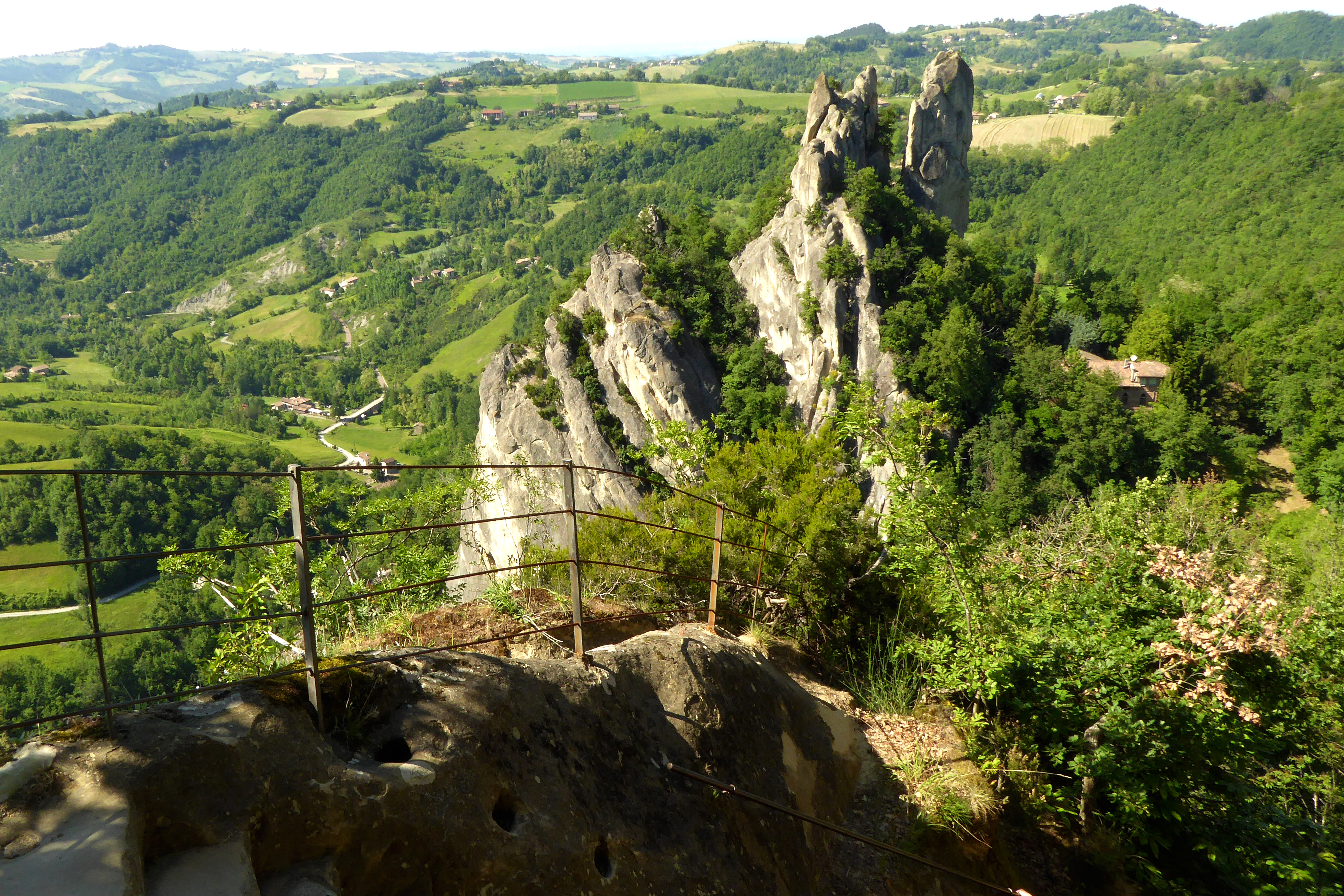
Sassi di Roccamalatina
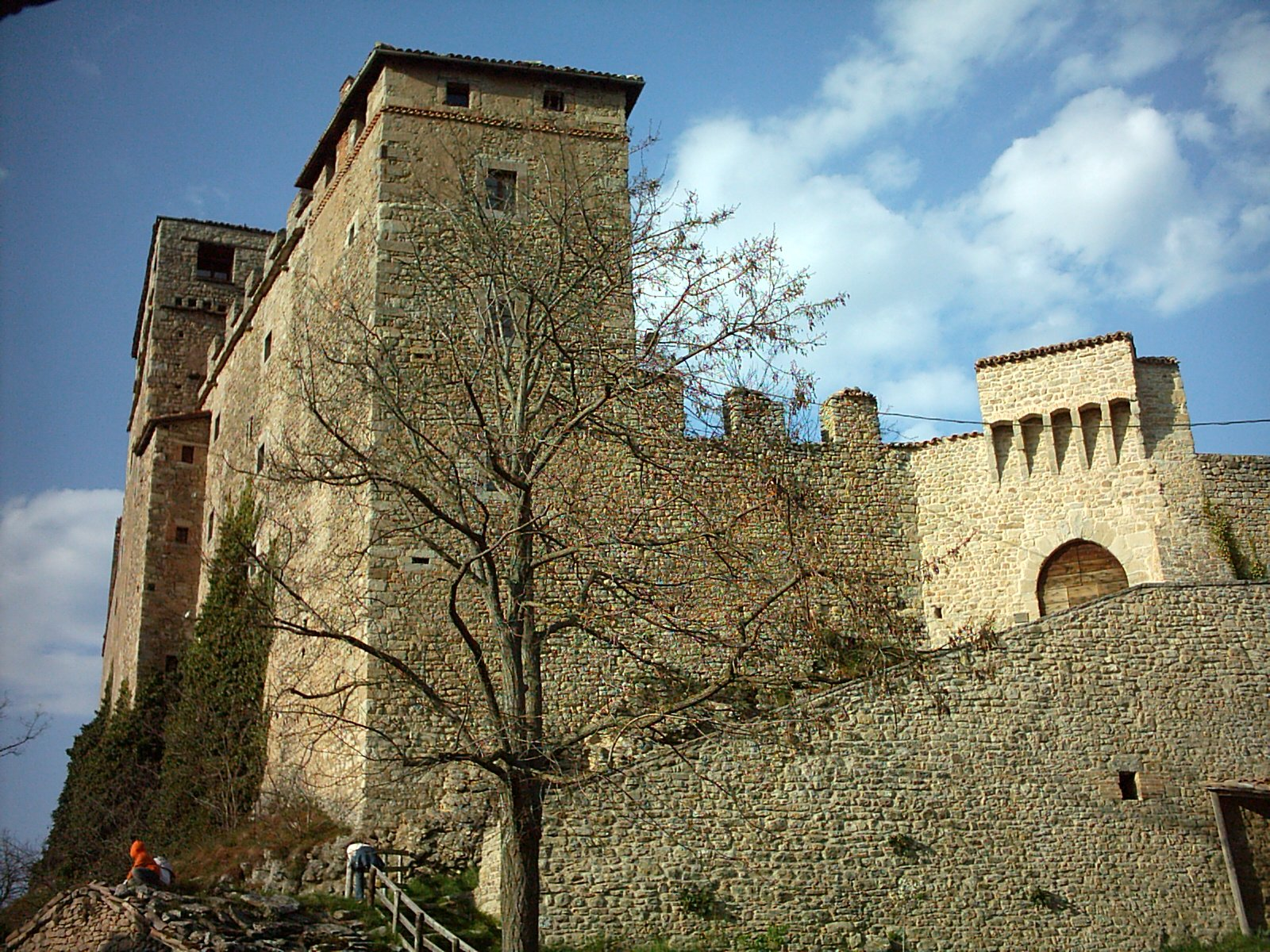
Montecuccolo
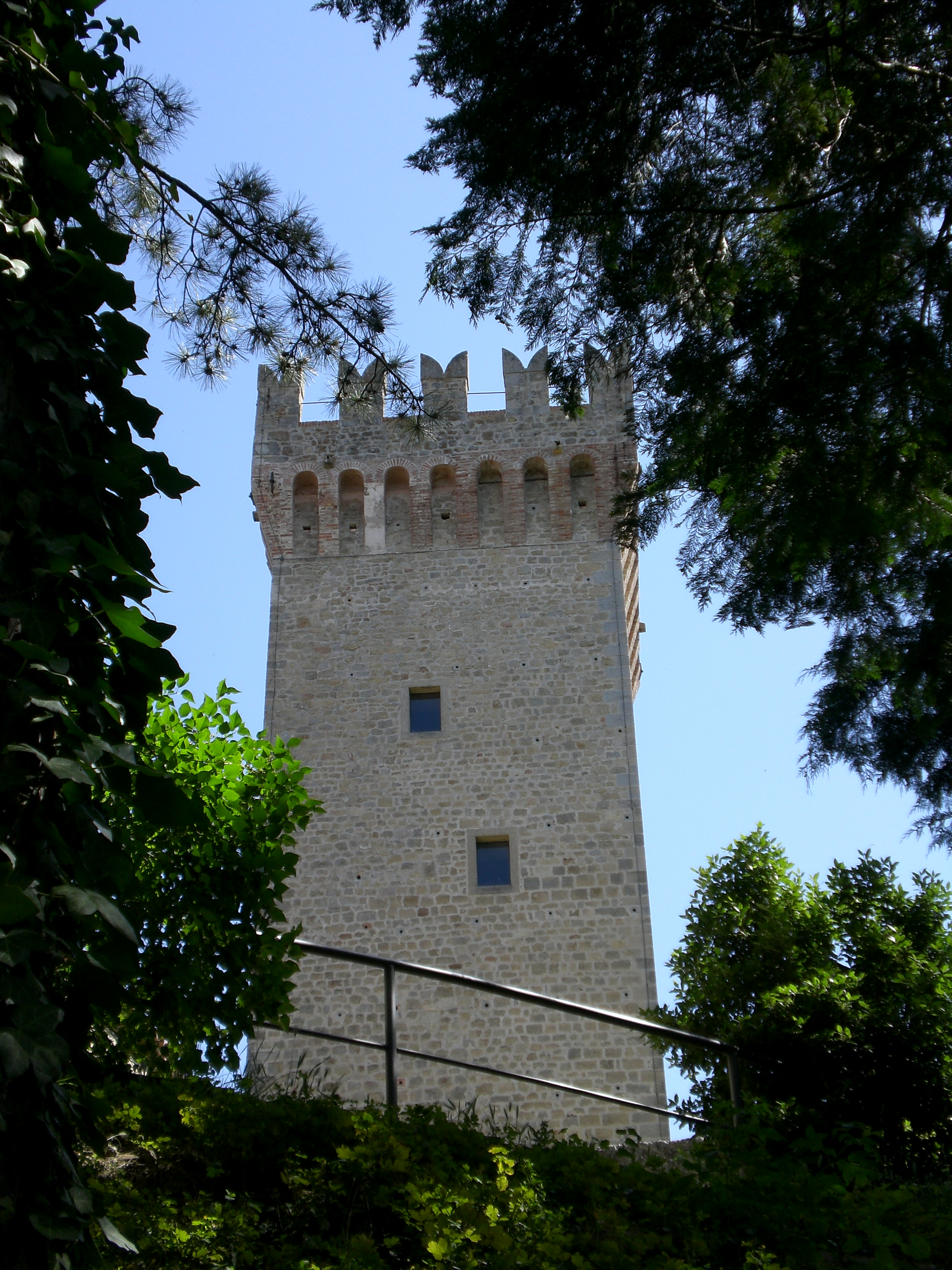
Montese
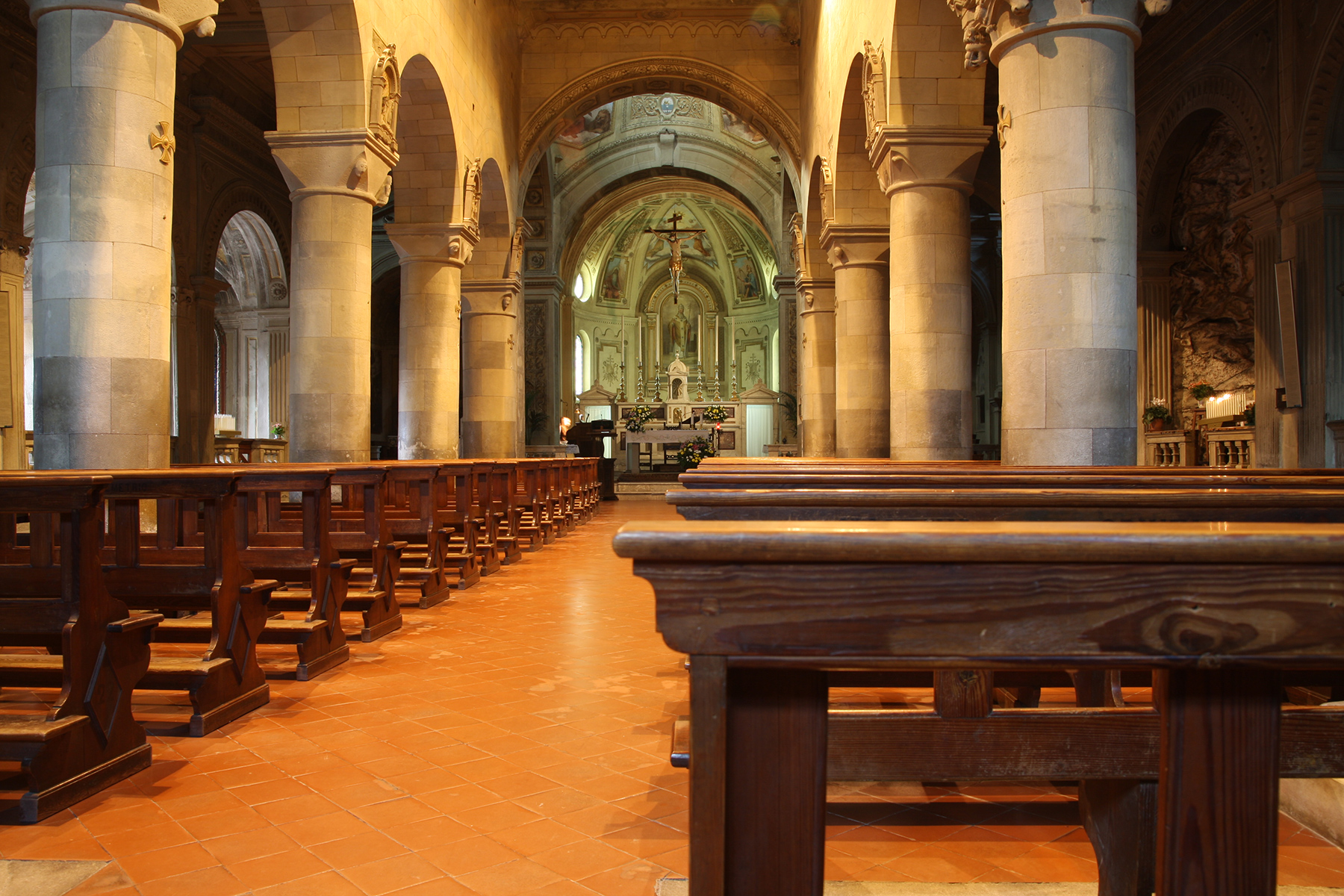
Fanano
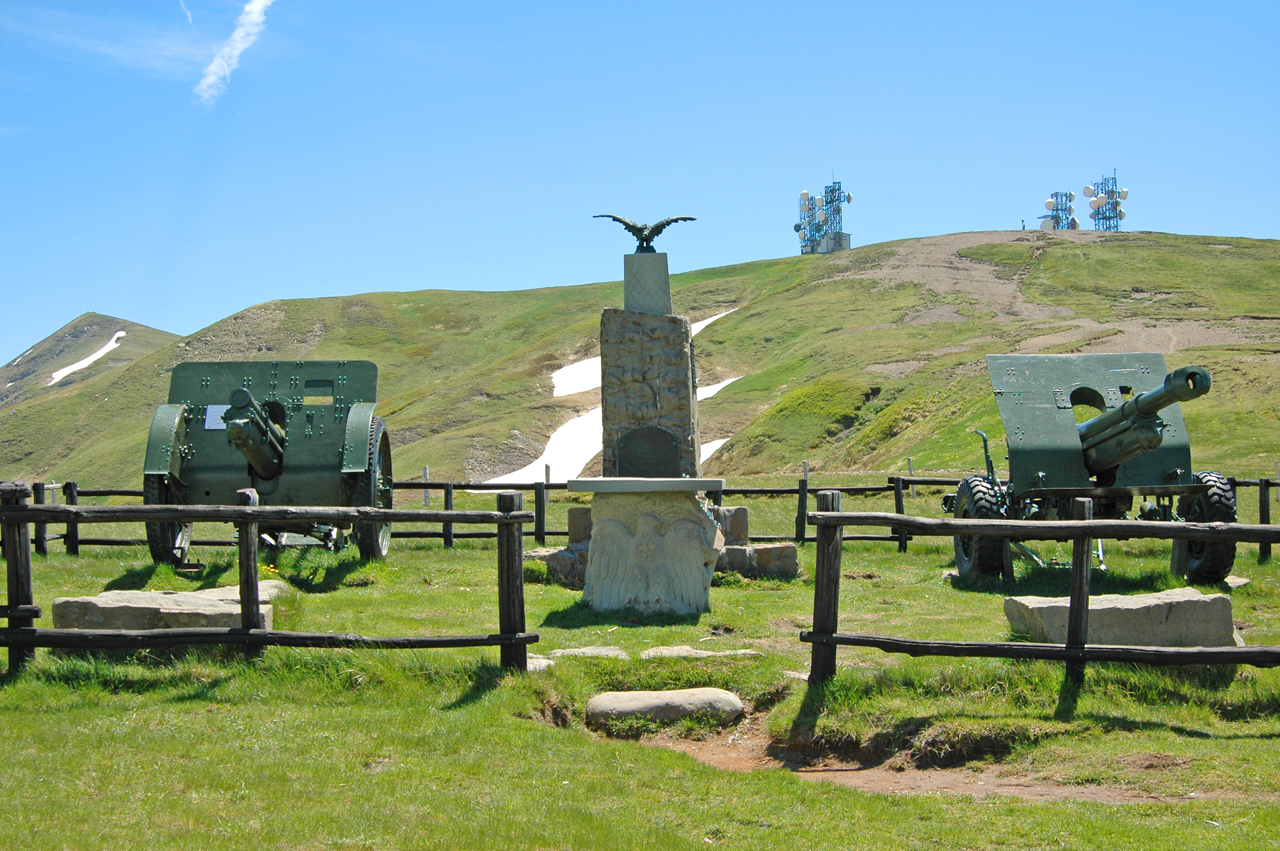
Croce Arcana
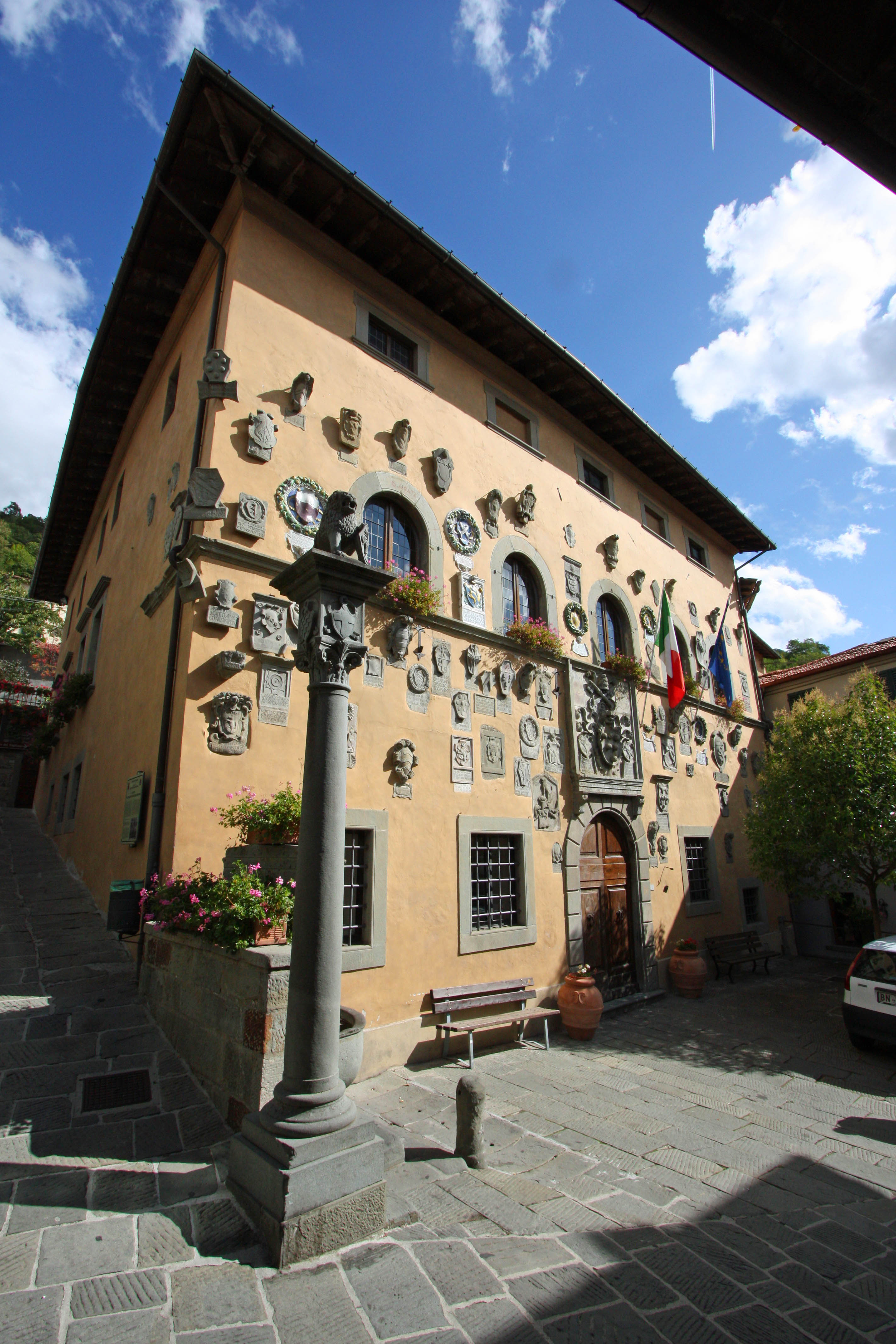
Cutigliano
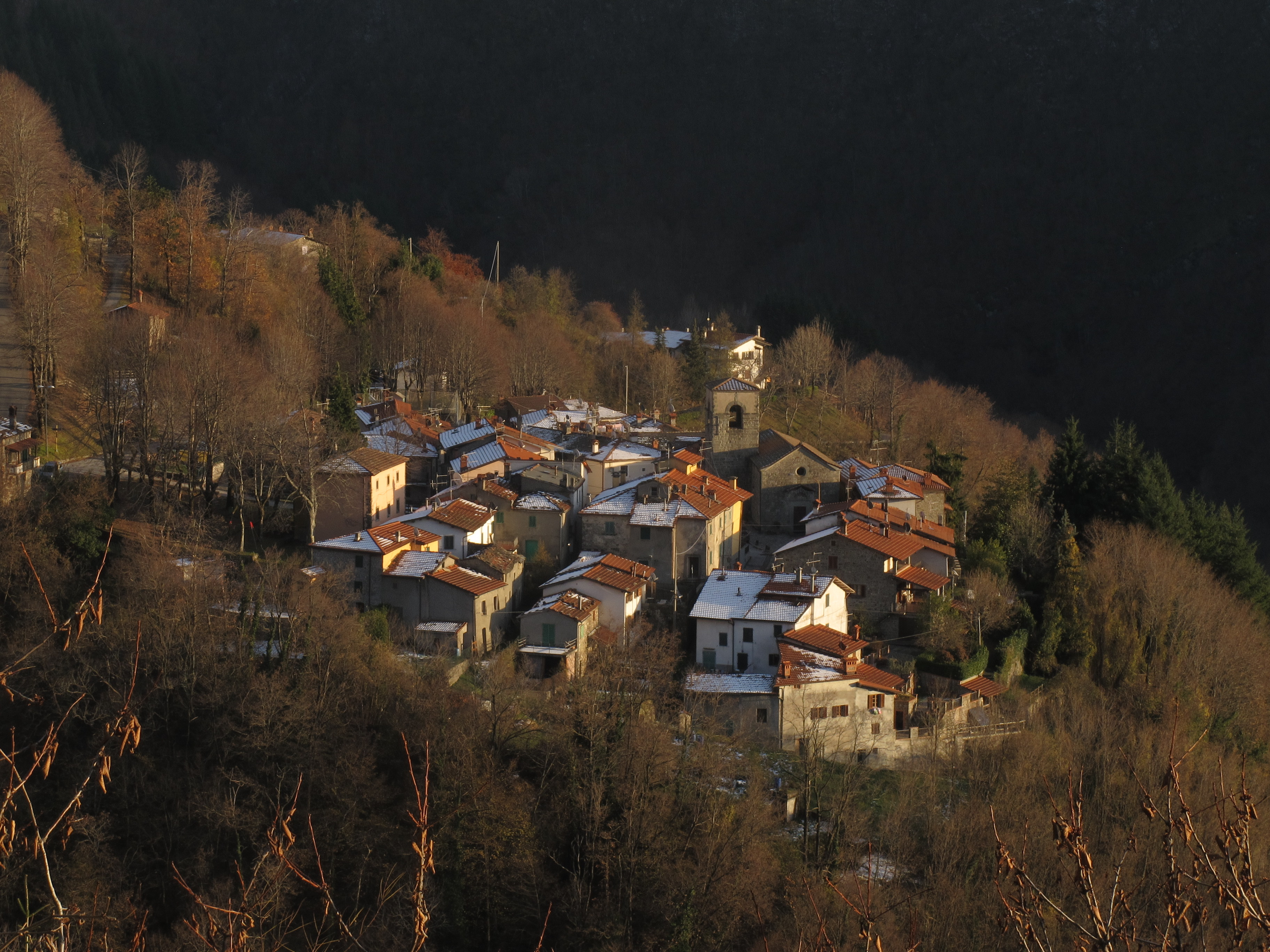
Spignana
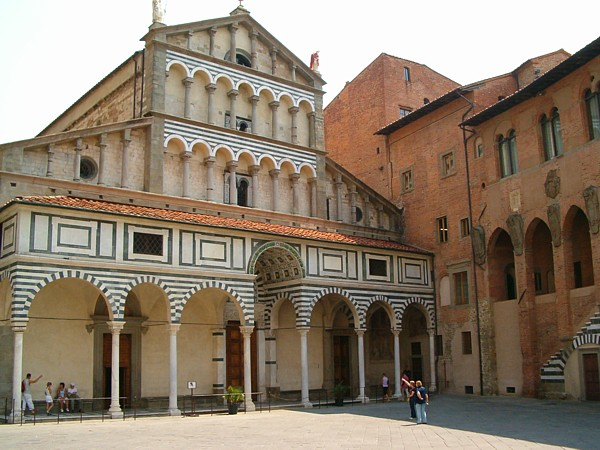
Pistoia
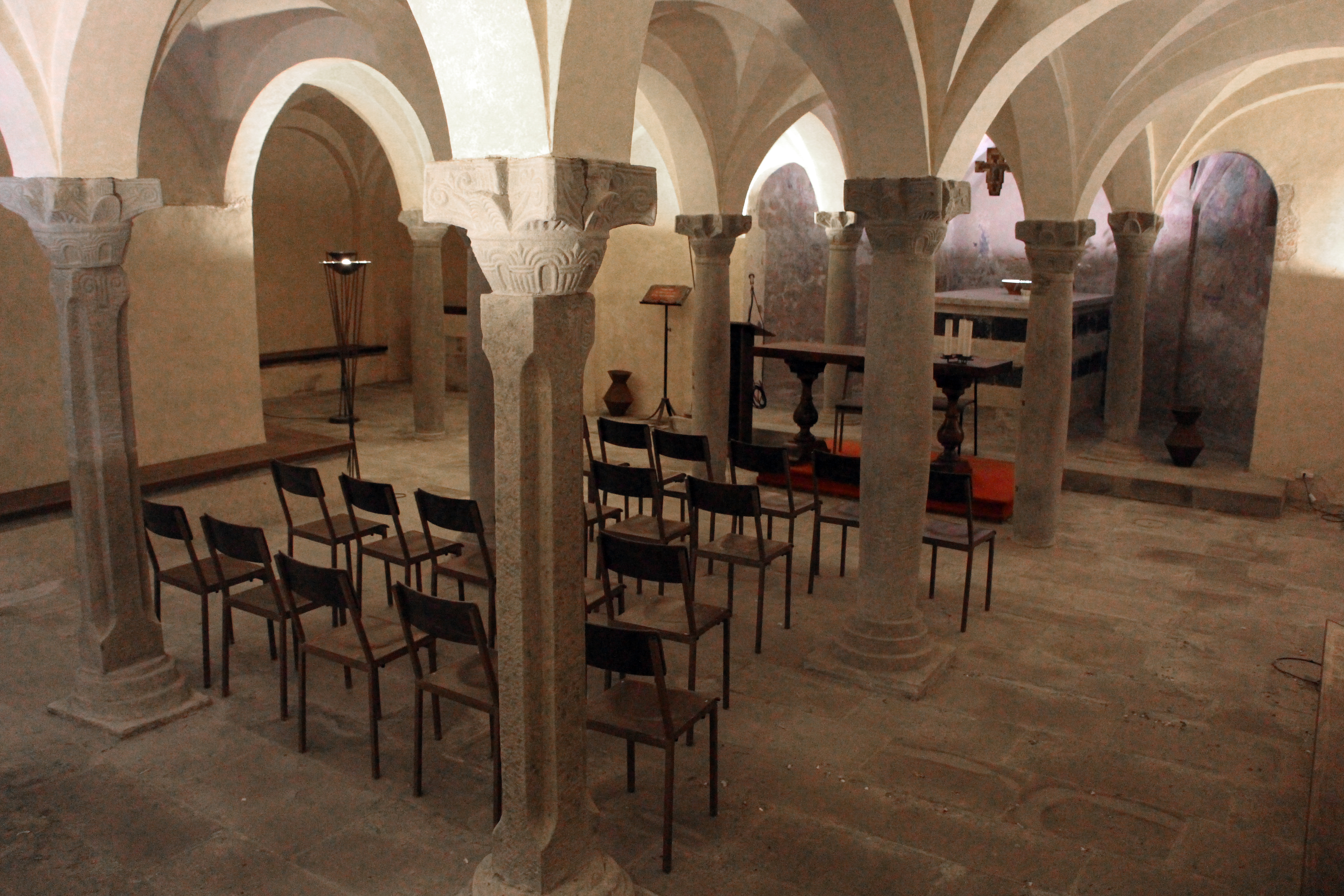
San Baronto
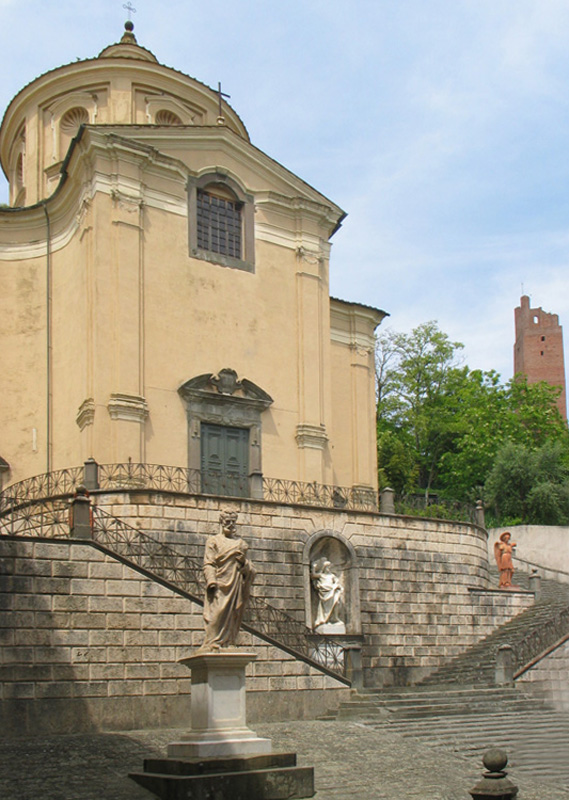
San Miniato

## Collegamenti con altri cammini
Il percorso della Via Romea Nonantolana si interseca con altri cammini. I principali sono:
- Cammino di San Bartolomeo: si incontrano a San Marcello Piteglio;
- Cammino di San Jacopo in Toscana: si incontrano a Pistoia;
- Piccolo Cammino di San Jacopo: si incontrano a Pistoia;
- Via Francesca della Sambuca: si incontrano a Pistoia;
- Via Francigena: si incontrano a Fucecchio;
- Via Romea Germanica Imperiale: si incontrano a San Marcello Piteglio e a Pistoia;
- Via Medicea: si incontrano nel comune di Quarrata;